# سردنی باسکونچاک
سردنی باسکونچاک (به لاتین: Sredny Baskunchak) یک منطقهٔ مسکونی در روسیه است که در استان آستراخان واقع شده‌است.